# Johan Kristian Engelhardt
Johan Kristian Engelhardt var en svensk domkyrkoorganist.

## Biografi
Johan Kristian Engelhardt var son till stadsmusikanten Johan Melchior Engelhardt i Karlskrona. Engelhardt blev 1 januari 1723 domkyrkoorganist och musikant i Kalmar domkyrkoförsamling, Kalmar. 1724 blev han också ställföreträdande kantor i församlingen och 1728 blev han ordinarie kantor. Han flyttade 1737 till Stockholm.
Engelhardt var eventuellt basist mellan 1707 och 1709 i Mariakyrkan, Danzig.